# 川崎徹
川崎 徹（かわさき とおる、1948年1月2日 - ）は、日本のCMディレクター。東京都生まれ。
妻は元フジテレビアナウンサーでプロデューサーの桜井郁子。

## 経歴
早稲田中学校・高等学校、早稲田大学政治経済学部卒業。電通映画社に入社し、1971年からCMディレクターとして活躍。1977年のキンチョールの「トンデレラ、シンデレラ」や1980年以降のキンチョール「ハエハエカカカ キンチョール」や富士フイルムCMでの「それなりに」、サントリービール「生樽」CMの「いかにも一般大衆が喜びそうな」など、数々の流行語を生み出すヒットCMを生み出す。
1980年代には、糸井重里や仲畑貴志らと並んで、コピーライターなど広告クリエイターが脚光をあびる広告ブームの立役者の1人となる。
1985年開始の『天才・たけしの元気が出るテレビ!!』（日本テレビ）にレギュラー出演するなど、タレントとしてもお茶の間の人気を得る一方で、小説家や舞台の演出家としても活躍、マルチタレントと呼ばれた。糸井と共にネコ好き、読売ジャイアンツファンでも知られ、初期『ニュースステーション』（テレビ朝日）の企画コーナー「ジャイアンツエイド」には糸井、黒鉄ヒロシとともに出演した。
自身の手がける作品ではナレーションに対する注文が多いことで知られた。一例として「KOSE化粧品」のCMでコーセーをコオセーと発音してしまうナレーターに、何度も納得いくまでだめ出しをしてリテイクさせた。
小説も執筆し、『猫の水につかるカエル』は第32回野間文芸新人賞候補に挙がった。

## CM
- キンチョール
- フジカラー
- 関西電気保安協会

など多数。
スバル・ジャスティのCMにおいて、映画『バック・トゥ・ザ・フューチャー』作中の演出に似た演出を用い、盗用疑惑をかけられ、一時期謹慎を余儀なくされている。

## 主な受賞歴
- 1977年：ナショナル・トランザム（ポータブルテレビ）「高見山」でACC全日本CM大賞グランプリ
- 1980年：富士フイルム・フジカラープリント「お名前」でACC全日本CM大賞グランプリ。

## 著作
- 『川崎徹は万病に効くか?』冬樹社、1983年　のち新潮文庫
- 『たんぽぽは笑った 新小説集』文芸春秋 1984.9
- 『カエルの宿』文芸春秋 1986.7
- 『空飛ぶホソカワさん』角川文庫、1989年
- 『地下鉄に乗ってキリンを見に行ったトイレ』TOTO出版 1990.9
- 『1/8のために』新潮社、1991年
- 『だから、』広済堂出版 1992.4
- 『川崎徹の無意味講座』マドラ出版 1993.2
- 絵本『パパといっしょに』マドラ出版、1997年
- 『0(ゼロ)』集英社、1998年
- 『ヌケガラ』マガジンハウス、2000年
- 『彼女は長い間猫に話しかけた』マドラ出版、2005年
- 『石を置き、花を添える』講談社 2008.8
- 『猫の水につかるカエル』講談社 2009.10
- 『会話のつづき』講談社、2011
- 『最後に誉めるもの』講談社、2012.8
- 『ムラカミのホームラン』講談社, 2014.6
- 『あなたが子供だった頃、わたしはもう大人だった』河出書房新社, 2017.5

## レコード
- 私・湘南マタンゴ娘（1987年・ビクター）

『天才・たけしの元気が出るテレビ!!』の番組企画による、ムード歌謡歌手・高田暢彦とのデュエット曲。作詞は同番組の総合演出・伊藤輝夫（テリー伊藤）、作曲は中村泰士。

## テレビ出演
- 天才・たけしの元気が出るテレビ!!（日本テレビ、1985年4月 - 1991年12月）

## 関連書籍
- 『広告批評の別冊2 川崎徹全仕事』マドラ出版、1983年